# Diego del Carpio
Diego del Carpio är en kommun i Spanien.   Den ligger i provinsen Provincia de Ávila och regionen Kastilien och Leon, i den centrala delen av landet, 140 km väster om huvudstaden Madrid. Antalet invånare är 175. Arean är 33 kvadratkilometer.
Terrängen i Diego del Carpio är lite kuperad.